# Ironeus duplex
Ironeus duplex là một loài bọ cánh cứng trong họ Cerambycidae.